# Georges Dargaud
Georges Dargaud (Parigi, 27 aprile 1911 – Parigi, 18 luglio 1990) è stato un editore francese di fumetti.

## Biografia
Dargaud iniziò a lavorare come agente di commercio per un'agenzia pubblicitaria. Nell'aprile del 1936, lui e sua moglie, Irène, fondarono la Dargaud. La casa editrice si concentrò sulle comunicazioni aziendali e sulle riviste per famiglie. Nel 1943, Dargaud iniziò a pubblicare fumetti, a partire da Allo les jeunes. 
Nel 1948, Dargaud fu contattato da Raymond Leblanc, l'editore della rivista di fumetti belga Journal de Tintin. 
Leblanc aveva precedentemente contattato numerosi editori francesi, ma si sono tutti rifiutati di pubblicare Tintin con il presupposto che Hergé, fosse accusato di essere un collaborazionista nazista per aver disegnato Tintin per un giornale controllato dai nazisti durante la seconda guerra mondiale. Dargaud decise di ignorare le accuse sul fumettista.
Nell'ottobre 1948, in collaborazione con Éditions du Lombard, divenne l'editore francese del Journal de Tintin , che continuò a stampare per 27 anni.
Nel dicembre 1960, Dargaud acquistò la rivista settimanale a fumetti Pilote,fondata l'anno precedente dal sindacato Édifrance/Édipresse fondato da René Goscinny, Albert Uderzo, Jean-Michel Charlier e Jean Hebrad.  Sebbene la rivista avesse avuto successo, i suoi finanziatori si erano ritirati a causa di difficoltà finanziarie, con il risultato che Dargaud l' acquistò per quello che in seguito fu descritto come "pour un franc symbolique" ("per pochi centesimi").
La rivista introdusse Asterix e in seguito presentò Lucky Luke (che si trasferì da Spirou nel 1967). Gli albi a fumetti di Asterix divennero dei best-seller per Dargaud.
Nel 1989 ha venduto la sua casa editrice a Média-Participations, compagnia di matrice cristiana.